# Bäk
Bäk is een gemeente in de Duitse deelstaat Sleeswijk-Holstein, en maakt deel uit van het Amt Lauenburgische Seen in de Kreis Hertogdom Lauenburg.
Bäk telt 889 inwoners.
Bäk ligt ten noordoosten van de stad Ratzeburg tussen de Ratzeburger See en de grens met Mecklenburg-Voor-Pommeren. Aan de Ratzeburger See staan villa's en vakantiecentra.
Het dorp dankt zijn naam aan de Bäk, een beek van drie kilometer lengte die van de Mechower See stroomt naar de Ratzeburger See. De Bäk kent in de laatste kilometer een groot verval, dat werd gebruikt om een achttal watermolens aan te drijven. Aan deze molens dankt het diep ingesneden dal van de Bäk de bijnaam Kupfermühlental. Geen enkele van de molens is bewaard gebleven en het Kupfermühlental is tegenwoordig een natuurgebied. Het halve molenrad in het gemeentewapen herinnert nog aan het grote belang van de watermolens voor de geschiedenis van het dorp. In het noorden van de gemeente ligt het 100 hectare grote bos Mechower Holz, waar onder andere zeearenden broeden.
Tot 1945 behoorde Bäk tot Mecklenburg. In december van dit jaar werd in het Barber-Liasjtsjenko-verdrag de historische grens tussen het Hertogdom Lauenburg en Mecklenburg vervangen door een meer natuurlijke grens tussen de Britse en de Russische bezettingszone. Bäk kwam bij het Hertogdom Lauenburg en was ten tijde van de Koude Oorlog grensgebied.
Albsfelde ·
Alt Mölln ·
Aumühle ·
Bäk ·
Bälau ·
Basedow ·
Basthorst ·
Behlendorf ·
Berkenthin ·
Besenthal ·
Bliestorf ·
Börnsen ·
Borstorf ·
Breitenfelde ·
Bröthen ·
Brunsmark ·
Brunstorf ·
Büchen ·
Buchholz ·
Buchhorst ·
Dahmker ·
Dalldorf ·
Dassendorf ·
Düchelsdorf ·
Duvensee ·
Einhaus ·
Elmenhorst ·
Escheburg ·
Fitzen ·
Fredeburg ·
Fuhlenhagen ·
Geesthacht ·
Giesensdorf ·
Göldenitz ·
Göttin ·
Grabau ·
Grambek ·
Grinau ·
Groß Boden ·
Groß Disnack ·
Groß Grönau ·
Groß Pampau ·
Groß Sarau ·
Groß Schenkenberg ·
Grove ·
Gudow ·
Gülzow ·
Güster ·
Hamfelde ·
Hamwarde ·
Harmsdorf ·
Havekost ·
Hohenhorn ·
Hollenbek ·
Hornbek ·
Horst ·
Juliusburg ·
Kankelau ·
Kasseburg ·
Kastorf ·
Kittlitz ·
Klein Pampau ·
Klein Zecher ·
Klempau ·
Klinkrade ·
Koberg ·
Kollow ·
Köthel ·
Kröppelshagen-Fahrendorf ·
Krukow ·
Krummesse ·
Krüzen ·
Kuddewörde ·
Kühsen ·
Kulpin ·
Labenz ·
Langenlehsten ·
Lankau ·
Lanze ·
Lauenburg/Elbe ·
Lehmrade ·
Linau ·
Lüchow ·
Lütau ·
Mechow ·
Möhnsen ·
Mölln ·
Mühlenrade ·
Müssen ·
Mustin ·
Niendorf/ Stecknitz ·
Niendorf bei Berkenthin ·
Nusse ·
Panten ·
Pogeez ·
Poggensee ·
Ratzeburg ·
Ritzerau ·
Römnitz ·
Rondeshagen ·
Roseburg ·
Sahms ·
Salem ·
Sandesneben ·
Schiphorst ·
Schmilau ·
Schnakenbek ·
Schönberg ·
Schretstaken ·
Schulendorf ·
Schürensöhlen ·
Schwarzenbek ·
Seedorf ·
Siebenbäumen ·
Siebeneichen ·
Sierksrade ·
Sirksfelde ·
Steinhorst ·
Sterley ·
Stubben ·
Talkau ·
Tramm ·
Walksfelde ·
Wangelau ·
Wentorf (Amt Sandesneben) ·
Wentorf bei Hamburg ·
Wiershop ·
Witzeeze ·
Wohltorf ·
Woltersdorf ·
Worth ·
Ziethen
Gemeentevrij gebied: Sachsenwald